# 6725 Енгьодзі
(6725) 1991 DS (1991 DS, 1986 GK1, 1986 HQ) — астероїд головного поясу.
Тіссеранів параметр щодо Юпітера — 3,194.